# VOX-ATypI-classificatie
De Vox-classificatie of Vox-ATypI classificatie is een systeem om lettertypes onder te verdelen in verschillende klassen. Het systeem werd in 1954 geïntroduceerd door Maximilien Vox (een pseudoniem van Samuel William Thódore Monod). De Association Typographique Internationale accepteerde het systeem in 1962, en de British Standards Institution in 1967 (die het de British Standards Classification of Typefaces noemt).
De lettertypes worden geclassificeerd aan de hand van bepaalde kenmerken, zoals de tijd waarin het is ontstaan, lijnvoering (ophaal en neerhaal), contrast (het verschil tussen dik en dun) en soorten schreven. De meeste lettertypes vertonen wel bepalende kenmerken waardoor ze in een bepaalde groep geplaatst kunnen worden.

## Humanen

Centaur, een Humane.

Humanen of Humanisten zijn types die zijn gebaseerd op de romeinen die in de 15e eeuw werden gemaakt en gebruikt, voornamelijk afkomstig uit Venetië. De letters simuleren enigszins de formele schrijfwijze uit de manuscripten van die tijd, en dan met name de Karolingische minuskel.
Kenmerken: een rond en fors letterbeeld, korte en dikke hoekige schreven, vaak een schuine dwarsbalk in de e, schuine schreven op de stokken, een laag contrast tussen dik en dun, en de as van het contrast staat schuin naar links.
Voorbeelden: Centaur, Adobe Jenson.

## Garalden

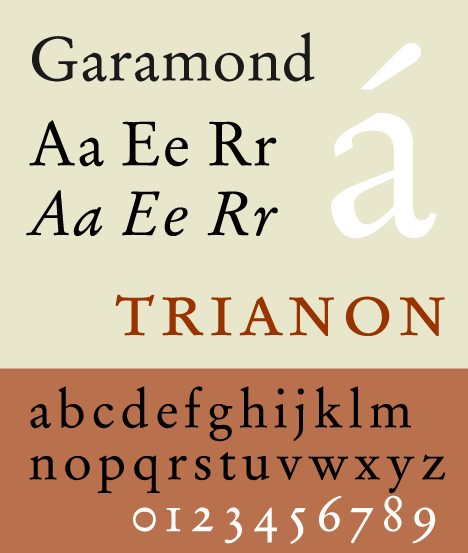
Garamond, een Garalde.

Deze groep is vernoemd naar de Franse stempelsnijder Claude Garamond en de Venetiaanse drukker Aldus Manutius. Manutius en zijn grafeur Francesco Griffo gaven hun letter meer raffinement en een milder uiterlijk, slankere proporties en de overgangen werden vloeiender. Garamond baseerde zijn werk op dat van zijn voorgangers, en daarom hebben Garalden veel overeenkomsten met de Humanen.
Kenmerken: fijnere proporties en een groter contrast dan de Humanen. De as van het contrast staat ook hier schuin naar links. Fijne, puntige schreven. De letters hebben een meer open en sierlijker uiterlijk.
Voorbeelden: Garamond, Bembo, Caslon, Lectura, Contura.

## Realen

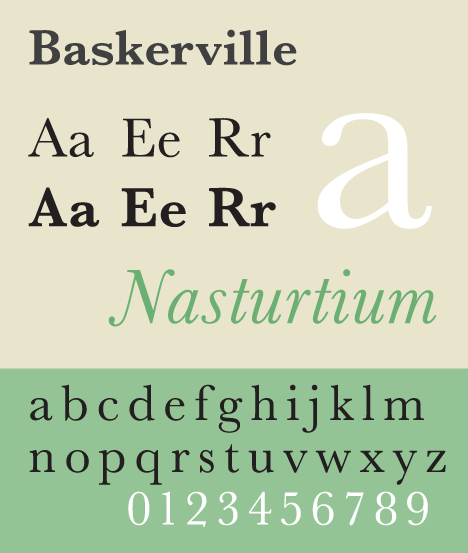
Baskerville, een Reale.

Realen of Overgangsvorm, vernoemd naar de rationaliteit van de Verlichting.
De naam realen verwijst naar letters, die stammen uit het midden van de 18e eeuw. Ze waren zakelijker en strenger van karakter, en ontstonden tijdens het laatste bloei van het absolute koningschap. De term reaal is een versmelting van de woorden reëel en royaal
Kenmerken: Het contrast tussen dik en dun is groter dan bij de voorgaande twee groepen. De as van het contrast staat semi-verticaal. De schreven lopen meestal vloeiend uit de letters en zijn nauwelijks gewelfd.
Voorbeelden: Columbia (lettertype), Revue (lettertype), Baskerville, Times New Roman, 
.

## Didonen

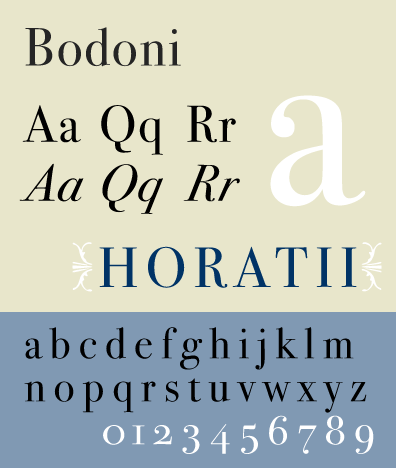
Bodoni, een Didone.

De naam komt van de Franse drukker Didot en de Italiaanse drukker Bodoni. Deze groep kan ook als Mordern worden aangeduid.
Kenmerken: het contrast is heel hoog; de verbindende lijnen zijn heel dun, terwijl de gewone lijnen juist heel dik zijn. Een sterk verticaal contrast, met zeer dunne, rechte schreven.
Voorbeelden: Bodoni, Didot, Walbaum.

## Mechanen

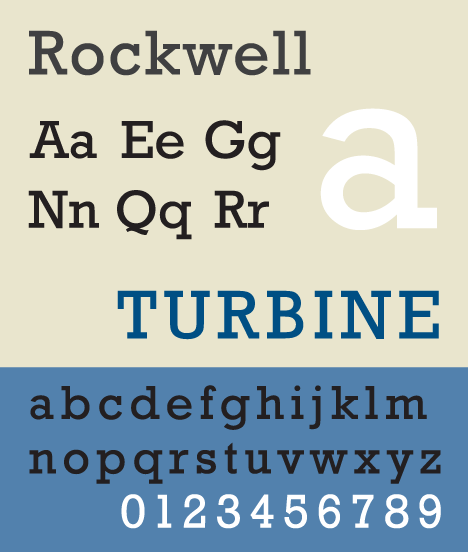
Rockwell, een Mechane.

Onder de Mechanen vallen de vroege vette letters, of biljetletters. De naam refereert aan het mechanische, rechte uiterlijk van de letters. Deze letter was vooral populair tijdens de Industriële Revolutie aan het begin van de 19e eeuw, bijvoorbeeld op reclameposters. Onder deze groep vallen zowel de Clarendons als de Egyptiennes. In Nederland en België is deze lettersoort ook wel bekend van chocoladeletters.
Kenmerken: alle lijnen zijn grotendeels overal even dik. De schreven zijn dik en boekig (blokschreven).
Voorbeelden: Rockwell, Clarendon, Ionic No. 5

## Linearen
Alle schreefloze letters vallen in deze groep. Deze groep bestaat uit vier subcategorieën.

### Grotesken

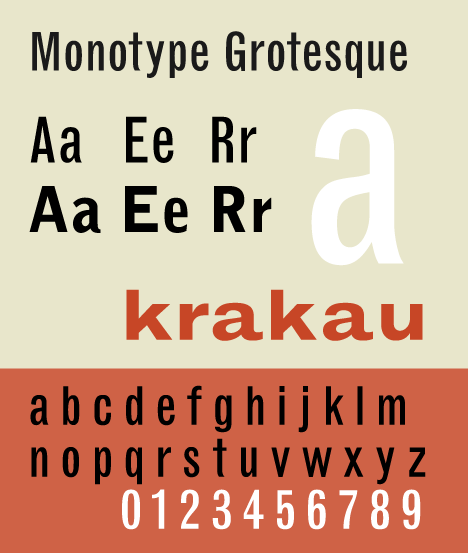
Monotype Grotesque, een Groteske Lineare.

Kenmerken: Grotesken hebben hun wortels in de 19e eeuw. Deze letters hebben een matig tot klein contrast. De G heeft meestal een 'spur' (een klein puntig uitsteeksel), en de R heeft een golvende staart. De uiteinden van de letters zijn meestal horizontaal afgesneden.
Voorbeelden: Monotype 215, Grot no.6

### Neo-Grotesken

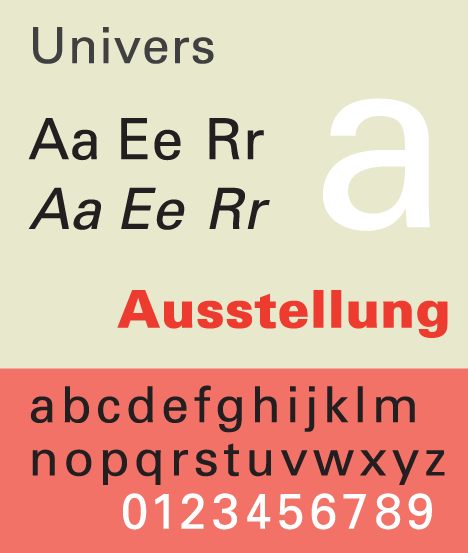
Univers, een Neo-Groteske Lineare.

Kenmerken: Neo-Grotesken hebben hun oorsprong in de Grotesken, maar hebben over het algemeen nog minder contrast. De lettervormen zijn over het algemeen meer uniform en gebalanceerder uitgewerkt. De G heeft in tegenstelling tot die van de Grotesken meestal geen 'spur'. De uiteinden van de letters zijn vaak schuin afgesneden.
Voorbeelden: Helvetica, Univers

### Geometrisch

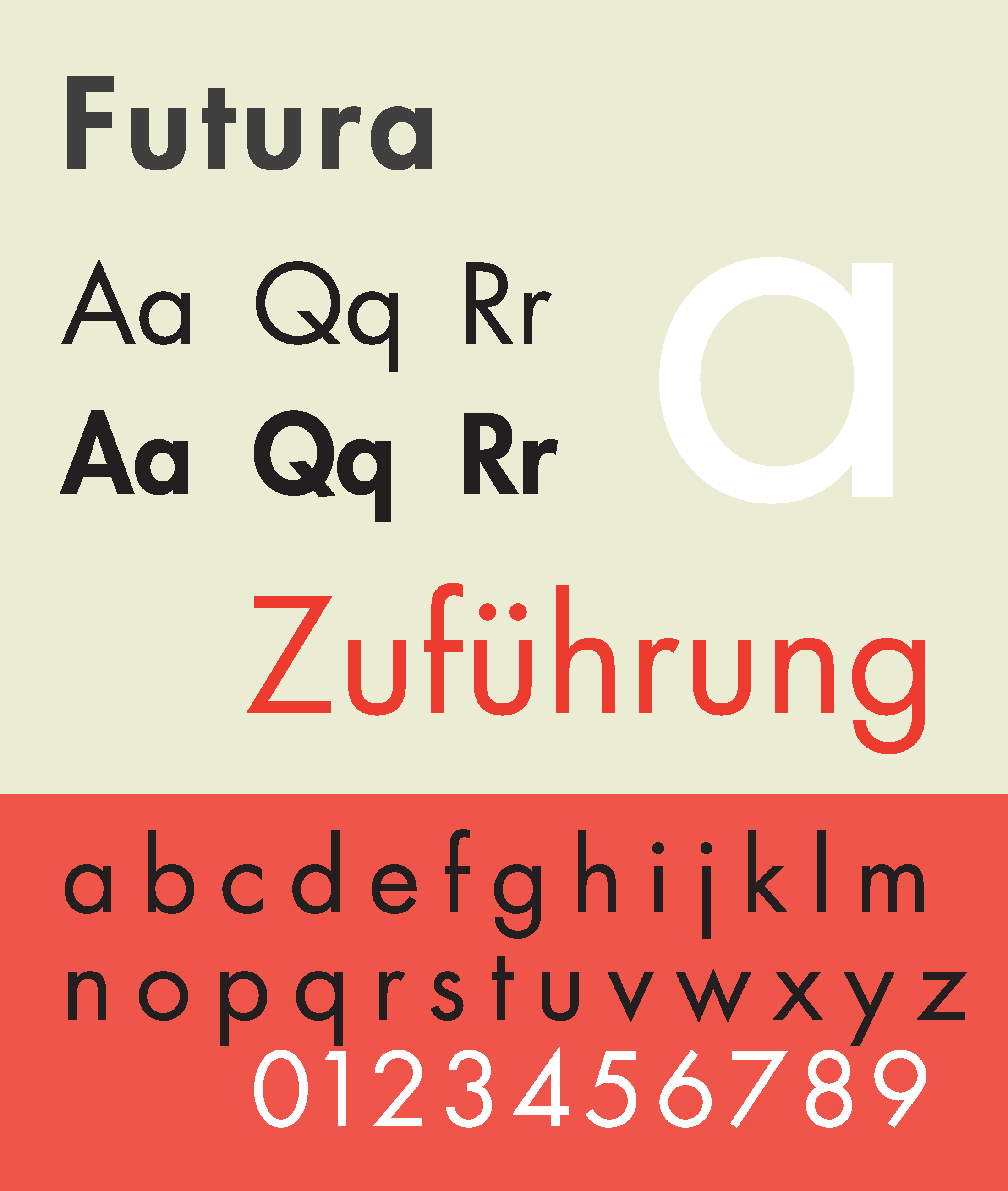
Futura, een Geometrische Lineare.

Kenmerken: Geometrische linearen zijn eenvoudig van vorm, opgebouwd uit cirkels en rechthoeken. Vormen worden hergebruikt, zodat alle letters veel op elkaar lijken,  en er een evenwichtig tekstbeeld ontstaat.
Voorbeelden: Futura, Eurostile, Avenir.

### Humanistisch

Gill Sans, een Humanistische Lineare.

Kenmerken: Humanistische Linearen zijn gebaseerd op de klassieke handgeschreven stijlen, zoals de Karolingische minuskel. Ze zijn lang niet zo rigide als de Grotesken.
Voorbeelden: Gill Sans, Optima.

## Inciezen

Trajan, een Incieze.

Inciezen zijn letters die lijken alsof ze in steen of metaal zijn gebeiteld of gegraveerd, in plaats van op handschrift. De nadruk bij deze lettertypes ligt meestal op de kapitalen
Kenmerken: kleine schreven, of soms ontbreken de schreven en worden de uiteindes van letters iets breder, sommige lettertypen zijn gebaseerd op inscripties van monumenten (bijvoorbeeld de Zuil van Trajanus).
Voorbeelden: Trajan, Copperplate Gothic, Albertus.

## Script

Kuenstler Script, een Script.

Scripts zijn letters die eruitzien alsof ze met de hand geschreven zijn.
Kenmerken: bootsen vaak een schrijfgereedschap na, zoals een kalligrafische pen of een ganzenveer. Vaak cursief van constructie, de letters zijn meestal met elkaar verbonden.
Voorbeelden: Kuenstler Script, Mistral, Brush Script.

## Manuaren

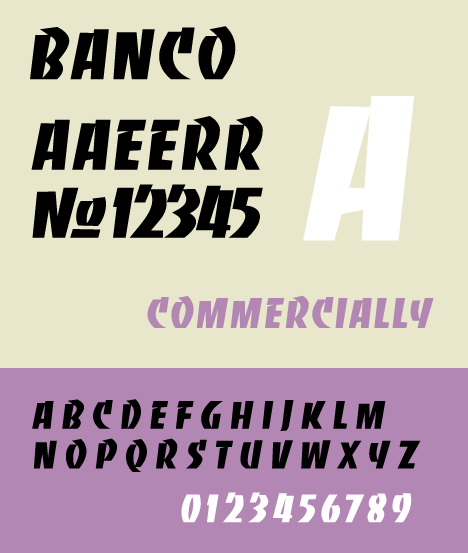
Banco, een Manuare.

Manuaren zijn letters die een getekend – niet specifiek geschreven – karakter hebben, bijvoorbeeld met de hand beletterde ramen, prijskaarten, reclameborden, e.d.
Kenmerken: lijken meestal niet echt op handschrift, ze zijn meer opgebouwd of getekend. Zijn niet bedoeld voor tekst maar voor grote koppen. Een grote verscheidenheid aan inspiratiebronnen, van penseel tot viltstift.
Voorbeelden: Banco, Klang.

## Frakturen

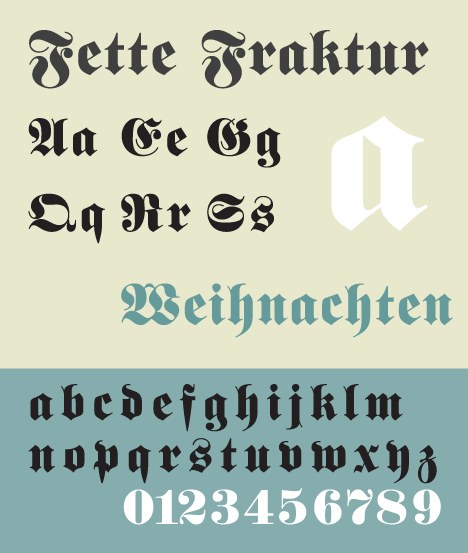
Fette Fraktur, een Fraktuur.

Frakturen zijn gebaseerd op de middeleeuwse handschriften die werden geschreven met de brede pen. De originele VOX-classificatie plaatste deze onder de Manuaren. De ATypI heeft ze in hun eigen groep geplaatst. Ook wel Gotisch schrift genoemd.
Kenmerken: puntige, hoekige vormen, smalle letters, een vrij donker woordbeeld. De invloed van de brede pen is duidelijk zichtbaar in de opbouw van de letters.
Voorbeelden: Fraktur, Fette Fraktur

## Gaelic

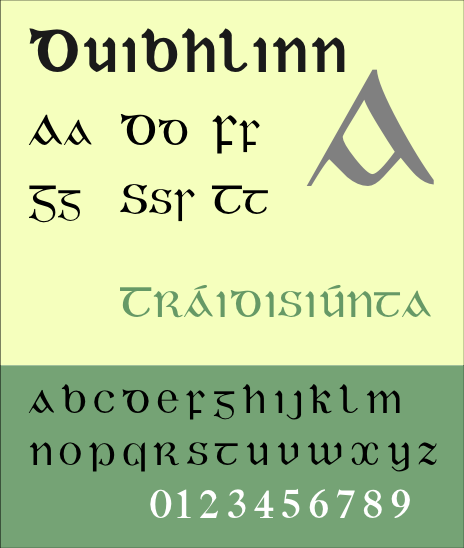
Duibhlinn, een Iers lettertype

Gaelic of Ierse lettertypen werden toegevoegd aan de classificatie tijdens de ATypI vergadering in Dublin van 2010.

## Non-Latin
Er is nog een groep die Non-Latin wordt genoemd. Deze bevat alle niet westerse lettertypes; Grieks, Cyrillisch, Hebreeuws, Arabisch, Chinees, etc.